# بريان باريل
بريان توماس باريل (بالإنجليزية: Brian Burrell)‏ هو ممثل صيني-أمريكي من أصل فرنسي ولد في 23 مارس 1972.

## حياته السابقة
ولد بريان في سولت ليك، يوتا  تخرج بريان من جامعة يوتا في عام 1999 بدرجة في الأدب الصيني والدراسات الآسيوية  ذهب بوريل لهونغ كونغ في عام 1995 لتدريس اللغة الإنجليزية وغادر الولايات المتحدة بشكل دائم  يستطيع بوريل التحدث بلهجات مختلفة وقراءة اللهجة الكانتونية والماندرين ولغة كمبوديا.

## روابط خارجية
- بريان باريل على موقع IMDb (الإنجليزية)
- بريان باريل على موقع قاعدة بيانات الفيلم (الإنجليزية)